# Tribuna de Petrópolis

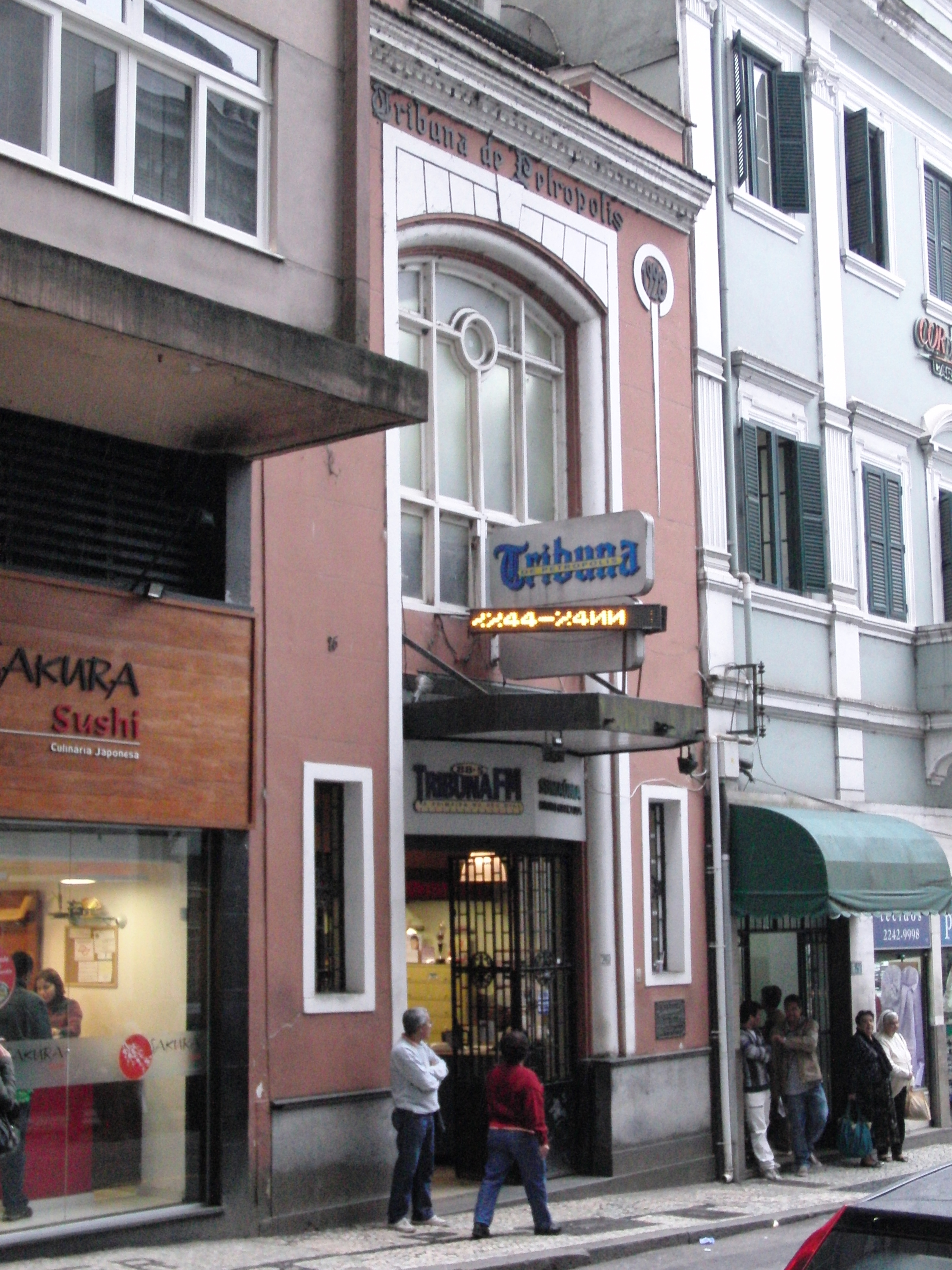
Sede da Tribuna de Petrópolis, próximo a rua 16 de março, centro financeiro da cidade.

Tribuna de Petrópolis é um jornal diário de notícias brasileiro, publicado de terça-feira a domingo (a edição de domingo é revendida às segundas-feiras), que circula no município de Petrópolis, Região Serrana do estado do Rio de Janeiro. Fundado em 1902, é um dos mais antigos jornais do Estado em circulação. Faz parte do Grupo Tribuna de Petrópolis, que conta ainda com a Rádio Tribuna FM e a gráfica Sumaúma.

## Histórico

### Dos momentos iniciais à crise financeira
O jornal Tribuna de Petrópolis foi fundado em 9 de outubro de 1902, no período em que a cidade da Região Serrana Fluminense perdia seu status de capital do Estado do Rio de Janeiro e quando a Oliveira & Cia., empresa do leiloeiro Martins D’Oliveira, adquiriu o semanário O Povo. Previsto para sair em setembro, o primeiro número da Tribuna foi publicado somente no dia 2 de outubro daquele ano.
Quando da sucessão de Alberto Torres ao governo do Estado do Rio de Janeiro, o presidente da Câmara Municipal de Petrópolis Hermogênio Silva foi preterido por Quintino Bocaiuva; com isto, Hermogênio torna-se o principal opositor de Quintino. Morto o líder político estadual petropolitano José Tomás da Porciúncula, já no início do governo de Bocaiuva no Estado do Rio de Janeiro, o jornal Gazeta de Petrópolis foi pouco a pouco se afastando do grupo político de Hermogênio Silva, no plano municipal, e se chegando, no nível estadual, de Quintino e seu aliado Nilo Peçanha. Desta forma, em outubro de 1902, é criado o jornal Tribuna de Petrópolis que passou a ser influenciado politicamente por Hermogênio, atacando os aliados de Quintino. Sem apoio local, o jornal Gazeta de Petrópolis acabou em fins de 1904. Já em 1903, Artur Barbosa assume a direção do jornal, transformando-o em um dos mais importantes jornais da sociedade fluminense da época.
Uma década depois, a Tribuna de Petrópolis muda de gestão, em 1913 assume a direção Emílio Bogarth, logo após substituído por Raul Pitzer em 1914. Ainda em 1914, no final deste ano, Artur Barbosa reassume o jornal por um longo período, em parceria com o jornalista Álvaro Machado, até o momento em que a empresa torna-se inadimplente em meados da década de 1940. A inauguração da sede própria do jornal acontece em 1929.

### Reestruturação econômica e troca de proprietário

Dom Pedro Gastão de Orleans e Bragança, proprietário responsável pela reestruturação do jornal Tribuna de Petrópolis.

Em 1940 o príncipe Dom Pedro Gastão de Orleans e Bragança assume a Tribuna de Petrópolis como síndico da massa falida. Em 1943, Arthur Barbosa vende o periódico para o empresário Augusto Martinez Toja, então proprietário do Banco Fluminense da Produção. Posteriormente o jornal seria comprado na década de 1950 pelo príncipe Dom Gastão.  Quanto aos diretores da empresa, em 1945, A. Castro Neves Filho torna-se diretor-presidente; posteriormente a empresa passa a ser comandada por Guilherme Auler até a década de 1960, quando passou a direção a Darcy Paim de Carvalho, que dirigiu o jornal por quase dez anos. Logo depois, assume a direção Alcindo Roberto Gomes.

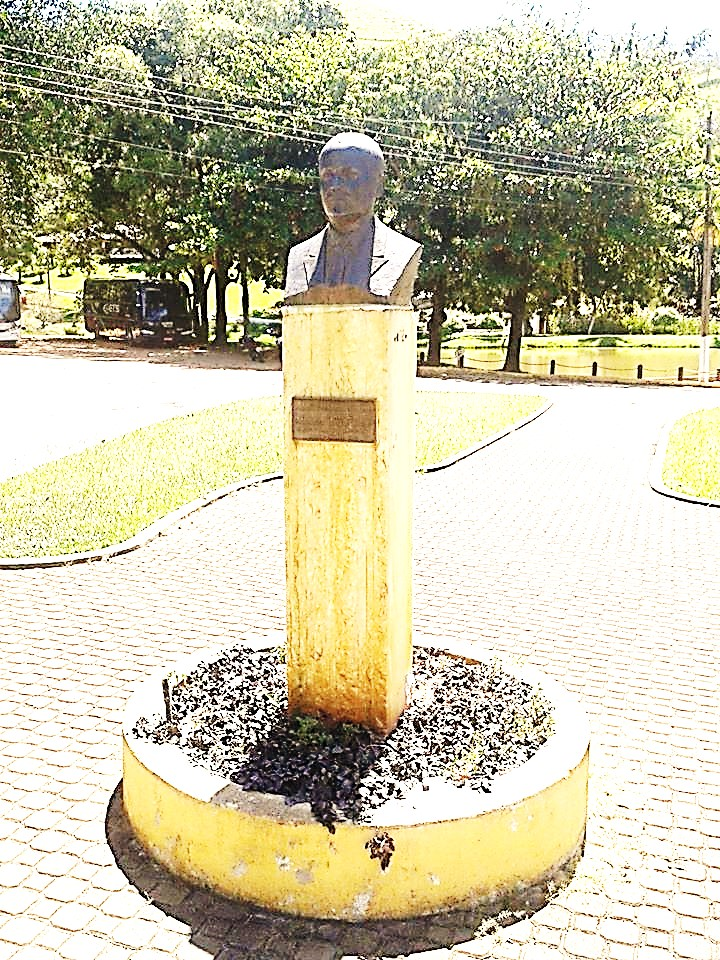
Augusto Maria Martinez Toja foi um dos proprietários do jornal em um período. Busto de Augusto Toja, localizado no distrito de Raposo, em Itaperuna

Com o apoio político do presidente Getúlio Vargas e do interventor e governador Amaral Peixoto, Dom Pedro Gastão consegue fazer a Tribuna de Petrópolis superar a crise de inadimplência entre as décadas de 1940 e 1950, voltando a ocupar posição de destaque no jornalismo fluminense. O atual prédio histórico, sede do jornal, na Rua Alencar Lima, é comprado em outubro de 1975.

### Modernização e tempos atuais
Já em 1977 o jornal é transformado em empresa de sociedade anônima assumindo a gerência D. Francisco de Orleans e Bragança, filho do príncipe D. Pedro Gastão. Dois anos depois, em 1979, D. Francisco assume a presidência da instituição e cria o Grupo Tribuna de Petrópolis formando outras empresas como a Rádio Tribuna FM e a gráfica Sumaúma.
Durante o Plebiscito no Brasil em 1993, no qual os eleitores brasileiros deveriam decidir se o país iria ter um regime republicano ou monarquista controlado por um sistema presidencialista ou parlamentarista, o jornal Tribuna de Petrópolis foi considerado como sendo um dos únicos jornais monarquistas do Brasil. No resultado final do plebiscito, a maioria dos eleitores votou a favor do regime republicano e do sistema presidencialista.
A partir de meados da década de 1990 o jornal passa por importante processo de modernização tecnológica. No dia 15 de outubro de 1995, o jornal surgiu nas bancas com nova diagramação, encomendada ao designer gráfico carioca Felipe Taborda. Em 1996,  passa a contar com um serviço de agências de notícias, em nível nacional e internacional, inovando no mercado petropolitano. No ano seguinte, 1997, a Tribuna passa a ser impressa em cores, graças a equipamentos de última geração adquiridos pela empresa.

## Editorias e cadernos[1][3]
O caderno de notícias é dividido nas editorias de:
- cidade, com notícias locais e regionais;
- geral, com notícias sobre o Brasil e o mundo;
- esportes, com noticias esportivas locais e gerais;
- lazer, com informações sobre os eventos culturais da região;
- economia, dedicado exclusivamente aos assuntos econômicos, prestigiando os investimentos feitos na cidade.

O caderno de Classificados anuncia produtos e atividades diversas;
A coluna Les Partisans é um espaço dedicado aos eventos sociais e comentários sobre os bastidores políticos;
Publicados semanalmente existem os cadernos:
- Cães, Gatos e outros Bichos, prestando informações sobre a defesa e cuidados com os animais;
- Itaipava e arredores, divulga os acontecimentos de Itaipava e demais distritos da cidade;
- Mulher, com matérias do interesse do público feminino.

## Localização
A Tribuna de Petrópolis tem sua sede histórica localizada na Rua Alencar Lima, 26, Centro histórico, Petrópolis, RJ.

## Redatores-Chefes

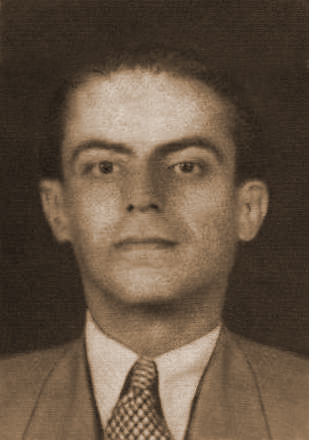
Alvaro Machado, trabalhou como redator-chefe do jornal.

A Tribuna de Petrópolis teve vários Redatores-Chefes, dentre os quais destacamos o jornalista, poeta, filósofo e escritor Álvaro Machado, o qual foi homenageado em Petrópolis, RJ, com o nome da Rua Álvaro Machado no Bairro São Sebastião (Indaiá).